# スウドクーブ

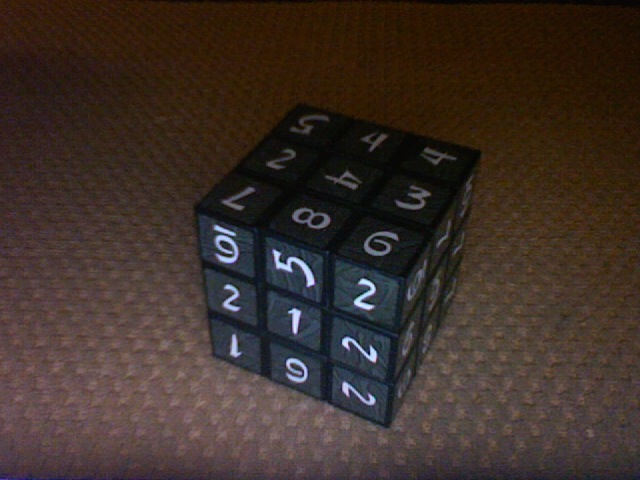
スウドクーブ

スウドクーブ（Sudokube)は、ルービックキューブに数独の要素を加えた多面体パズル。

## 概要
ルービックキューブと同様の切断面を持つが、1～9の数字がそれぞれ適切な場所になければならず独特の解法がある。
3×3×3サイズの他に4×4×4サイズも存在する。

## 関連
- 数独